# Marbaix
 Marbaix là một xã ở tỉnh Nord ở miền bắc nước Pháp. Xã này có diện tích 6,62 kilômét vuông, dân số năm 1999 là 426 người. Xã nằm ở khu vực có độ cao trung bình 140 mét trên mực nước biển. 